# Masticophis flagellum
Masticophis flagellum är en ormart som beskrevs av Shaw 1802. Masticophis flagellum ingår i släktet Masticophis och familjen snokar.
Denna orm förekommer i södra USA och fram till centrala Mexiko. Den lever även på halvön Baja California. Habitatet varierar mellan öknar, gräsmarker, buskskogar, öppna skogar, odlingsmark och träskmarker. Individerna vistas främst på marken men de kan klättra i växtligheten. Arten vilar i jordhålor, i bergssprickor och i den täta växtligheten.
Masticophis flagellum jagar små däggdjur, fåglar, ödlor, sköldpaddor och andra ormar. Den äter ibland fågelägg och kadaver. Honor lägger ungefär 20 ägg per tillfälle som kläcks efter 6 till 11 veckor.
Denna orm undviker intensivt brukade områden. Andra hot mot beståndet saknas. IUCN kategoriserar arten globalt som livskraftig.

## Underarter
Arten delas in i följande underarter:
- M. f. cingulum
- M. f. flagellum
- M. f. fuliginosus
- M. f. lineatulus
- M. f. piceus
- M. f. ruddocki
- M. f. testaceus